# تیافلاوین دی گالات
تیافلاوین دی گالات (به انگلیسی: Theaflavin digallate) با فرمول شیمیایی C43H32O20 یک ترکیب شیمیایی با شناسه پاب‌کم 7111 است. که جرم مولی آن ۸۶۸٫۷۰ گرم بر مول می‌باشد. 